# 弯曲狸藻
弯曲狸藻（学名：Utricularia inflexa）為狸藻屬似多年生大型浮水食虫植物。其种加词“inflexa”来源于拉丁文“inflecto”，意为“弯曲，曲线”。其为非洲和印度次大陆的特有种。